# Heinrich von Stökken
Heinrich (Hinrich) von Stökken (* 16. November 1657 in Trittau; † 1. August 1690 in Rendsburg) war ein deutscher Pastor.

## Leben und Wirken
Heinrich von Stökken war ein Sohn von Christian von Stökken. Er schrieb sich am 25. Januar 1675 an der Universität Kiel ein, am 30. Juni 1680 in Kopenhagen, am 27. August 1681 in Tübingen und am 29. November in Gießen. 1684 starb sein Vater, der bis dahin Propst in Rendsburg und Hauptpastor an der Marienkirche gewesen war. Von Stökken übernahm diese Ämter jung und ohne Berufserfahrung.
Von Stökken schrieb Leichenpredigten, Gelegenheitsgedichte und nur eine nennenswerte Publikation. Dabei handelte es sich um eine Streitschrift im Rahmen der Auseinandersetzung seines Vaters um dessen Kleines Holsteinisches Gesangsbuch. Dabei schrieb er ein längeres Vorwort für das anonyme Schreiben eines Freundes an seinen Freund, das wahrscheinlich von seinem Vater stammte.
Von Stökken erreichte eine wichtige Rolle in der Deutschgesinnten Genossenschaft. Philipp von Zesen ernannte ihn 1679 als „der Gelassene“ zum Mitglied. Für die Genossenschaft fungierte er als Sonderschreinhalter (Sekretär) der schleswig-holsteinischen Gruppe. Als „Obergeheimpfleger“ der gesamten Organisation sollten ihm die anderen Geheimpfleger das Geschehen in ihren Unterorganisationen schildern.
Von Stökken heiratete am 6. Oktober 1685 in Rendsburg Elsabe Appolonia Bruhn, deren Vater Detlev Bruhn ein Dithmarscher Landesbevollmächtigter war. Das Ehepaar hatte zwei Söhne.